# Даніель Абало
Даніель Абало Паулос (ісп. Daniel "Dani" Abalo Paulos; нар. 29 вересня 1987, Вілагарсія-де-Ароуса, Іспанія) — іспанський футболіст, нападник.

## Клубна кар'єра
Вихованець клубу «Сельта», де і розпочав кар'єру у другій команді в 2005 році. 3 грудня 2006 року Даніель дебютував в основній команді «Сельта». У 2012 та 2013 роках на правах оренди виступав відповідно за «Хімнастік» та «Бейра-Мар».
На правах вільного агента 26 червня 2013 року перейшов до болгарського клубу «Лудогорець». У липні іспанець уклав дворічну угоду.
24 липня 2015 року Абало підписав дворічний контракт з турецьким клубом «Сівасспор».
20 січня 2016 року Даніель повернувся до Іспанії, де уклав угоду з командою «Депортіво Алавес». 3 вересня нападник перейшов до польського клубу «Корона» (Кельці).
31 серпня 2017 року Даніель підписав трирічну угоду з командою «Картахена», сезон провів на правах оренди в клубі «Лангрео».
З 2019 по 2021 роки захищав кольори клубу «Расінг» (Ферроль).

## Титули і досягнення
«Лудогорець»
- Чемпіон Болгарії (2): 2013-14, 2014-15[8]
- Володар Кубка Болгарії (1): 2013-14[8]
- Володар Суперкубка Болгарії (1): 2014[8]